# Бумеранг (подводный вулкан)
Бумеранг — активный подводный вулкан, расположенный в 18 километрах северо-восточнее острова Амстердам, Франция. Он формирует Сент-Польскую горячую точку и имеет кальдеру длиной 2 километра и глубиной 200 метров. Гидротермальная активность происходит в пределах кальдеры.